# Formiga-cuiabana
As formigas-cuiabanas (Paratrechina fulva) são formigas do Brasil oriental, de coloração pardo-amarelada, antenas muito longas e cerca de 2,5 mm de comprimento. Essa espécie de formiga é causadora de prejuízos à agricultura, pois foi, no início do século XX, protegida ou introduzida em plantações, a pretexto de sua capacidade de eliminar saúvas, jamais verificada cientificamente.
Também são conhecidas pelos nomes de cigana, formiga-açucareira, formiga-cearense, formiga-doceira, formiga-paraguaia e paraguaia.